# Frente de Esquerda e dos Trabalhadores - Unidade
A Frente de Esquerda e dos Trabalhadores - Unidade (Espanhol: Frente de Izquierda y de los Trabajadores - Unidad, FIT-U) é uma coalizão eleitoral argentina formada por partidos que reivindicam o trotskismo e que defendem um polo de independência de classe.
Conformado em 2011, hoje está integrado pelo Partido de los Trabajadores Socialistas (PTS), o Partido Obrero (PO), a Izquierda Socialista (IS) e, desde 2019, pelo Movimiento Socialista de los Trabajadores (MST). O nome foi concebido como Frente de Esquerda e dos Trabalhadores, mas com a entrada do MST em 2019, foi adicionado o “Unidade” ao nome.

## Partidos membros
| Partido | Partido | Partido                                   | Ideología            | Câmara de Deputados | Senado | Membros |
| ------- | ------- | ----------------------------------------- | -------------------- | ------------------- | ------ | ------- |
|         |         | Partido dos Trabalhadores Socialistas     | Trotskismo           | 3 / 257             | 0 / 72 | 25 071  |
|         |         | Partido Obrero                            | Trotskismo           | 1 / 257             | 0 / 72 | 26 301  |
|         |         | Izquierda Socialista                      | Trotskismo Morenismo | 0 / 257             | 0 / 72 | 21 567  |
|         |         | Movimiento Socialista de los Trabajadores | Trotskismo Morenismo | 0 / 257             | 0 / 72 | 52 045  |

## Organização

### Representação naCâmara de Deputados
| Deputados nacionais atuais (4)                                  | Deputados nacionais atuais (4) | Deputados nacionais atuais (4) | Deputados nacionais atuais (4) | Deputados nacionais atuais (4)  | Deputados nacionais atuais (4) | Deputados nacionais atuais (4) |
| Bloco                                                           | Deputado                       | Deputado                       | Deputado                       | Província                       | Mandato                        | Mandato                        |
| Bloco                                                           | Imagem                         | Nome                           | Partido                        | Província                       | Início                         | Fim                            |
| --------------------------------------------------------------- | ------------------------------ | ------------------------------ | ------------------------------ | ------------------------------- | ------------------------------ | ------------------------------ |
| PTS - Frente de Izquierda y de Trabajadores - Unidad            |                                | Myriam Bregman                 |                                | Cidade Autônoma de Buenos Aires | 2021                           | 2025                           |
| PTS - Frente de Izquierda y de Trabajadores - Unidad            |                                | Nicolás del Caño               |                                | Buenos Aires                    | 2021                           | 2025                           |
| PTS - Frente de Izquierda y de Trabajadores - Unidad            |                                | Alejandro Vilca                |                                | Jujuy                           | 2021                           | 2025                           |
| Partido Obrero - Frente de Izquierda y de Trabajadores - Unidad |                                | Romina del Plá                 |                                | Buenos Aires                    | 2021                           | 2025                           |

### Representação de legisladores ao nível provincial
| Província                       | Coalizão eleitoral ou partido                    | Legisladores provinciais | Legisladores provinciais | Situação     |
| Província                       | Coalizão eleitoral ou partido                    | Deputados                | Senadores                | Situação     |
| ------------------------------- | ------------------------------------------------ | ------------------------ | ------------------------ | ------------ |
| Buenos Aires                    | Frente de Esquerda e dos Trabalhadores - Unidade | 2 / 92                   | 0 / 46                   | Oposição     |
| Cidade Autônoma de Buenos Aires | Frente de Esquerda e dos Trabalhadores - Unidade | 3 / 60                   |                          | Oposição     |
| Catamarca                       | Frente de Esquerda e dos Trabalhadores - Unidade | 0 / 41                   | 0 / 16                   | Sem presença |
| Chaco                           | Partido Obrero                                   | 0 / 32                   |                          | Sem presença |
| Chubut                          | Frente de Esquerda e dos Trabalhadores - Unidade | 0 / 27                   |                          | Sem presença |
| Córdova                         | Frente de Esquerda e dos Trabalhadores - Unidade | 1 / 70                   |                          | Oposição     |
| Entre Ríos                      | Movimiento Socialista de los Trabajadores        | 0 / 34                   | 0 / 17                   | Sem presença |
| Jujuy                           | Frente de Esquerda e dos Trabalhadores - Unidade | 0 / 48                   |                          | Sem presença |
| La Pampa                        | Frente de Esquerda e dos Trabalhadores - Unidade | 0 / 30                   |                          | Sem presença |
| La Rioja                        | Frente de Esquerda e dos Trabalhadores - Unidade | 0 / 36                   |                          | Sem presença |
| Mendoza                         | Frente de Esquerda e dos Trabalhadores - Unidade | 0 / 48                   | 0 / 38                   | Sem presença |
| Misiones                        | Partido Obrero                                   | 0 / 40                   |                          | Sem presença |
| Neuquén                         | Frente de Esquerda e dos Trabalhadores - Unidade | 2 / 35                   |                          | Oposição     |
| Río Negro                       | Frente de Esquerda e dos Trabalhadores - Unidade | 0 / 46                   |                          | Sem presença |
| Salta                           | Frente de Esquerda e dos Trabalhadores - Unidade | 0 / 60                   | 0 / 23                   | Sem presença |
| San Juan                        | Frente de Esquerda e dos Trabalhadores - Unidade | 0 / 36                   |                          | Sem presença |
| San Luis                        | Frente de Esquerda e dos Trabalhadores - Unidade | 0 / 43                   | 0 / 9                    | Sem presença |
| Santa Cruz                      | Frente de Esquerda e dos Trabalhadores - Unidade | 0 / 24                   |                          | Sem presença |
| Santa Fé                        | Frente de Esquerda e dos Trabalhadores - Unidade | 0 / 50                   | 0 / 19                   | Sem presença |
| Terra do Fogo                   | Partido Obrero                                   | 0 / 15                   |                          | Sem presença |
| Tucumã                          | Frente de Esquerda e dos Trabalhadores - Unidade | 0 / 49                   |                          | Sem presença |

## Desempenho eleitoral

### Eleições presidenciais
| Ano  | Imagem                                                                                                  | Formula                   | Formula                        | PASO            | PASO    | 1º Turno        | 1º Turno |
| Ano  | Imagem                                                                                                  | Candidato(a) a Presidente | Candidato(a) a Vice-Presidente | Votos           | Posição | Votos           | Posição  |
| ---- | --- | ------------------------- | ------------------------------ | --------------- | ------- | --------------- | -------- |
| 2011 | | Jorge Altamira (PO)       | Christian Castillo (PTS)       | 527.237 (2,35%) | 7º      | 503.372 (2,30%) | 6º       |
| 2015 | | Nicolás del Caño (PTS)    | Myriam Bregman (PTS)           | 375.874 (1,67%) | 9º      | 812.530 (3,23%) | 4º       |
| 2015 | | Jorge Altamira (PO)       | Juan Carlos Giordano (IS)      | 356.977 (1,58%) | 10º     |                 |          |
| 2015 | Segundo turno: a FIT chamou voto em branco, por considerar Macri e Scioli como "candidatos del ajuste". |                           |                                |                 |         |                 |          |
| 2019 | | Nicolás del Caño (PTS)    | Romina Del Plá (PO)            | 723.147 (2,83%) | 4º      | 579.197 (2,16%) | 4º       |
| 2023 | | Myriam Bregman (PTS)      | Nicolás del Caño (PTS)         | 442.085 (1,87%) | 7º      | 709.932 (2,70%) | 5º       |
| 2023 | | Gabriel Solano (PO)       | Vilma Ripoll (MST)             | 186.808 (0,79%) | 8º      |                 |          |